# Neubrunn (Neubrunn, Unterfranken)
Neubrunn ist der Hauptort des Marktes Neubrunn im unterfränkischen Landkreis Würzburg in Bayern.

## Geographie

### Lage
Der Ort liegt 283 m ü. NHN zwischen Wertheim und Würzburg an der durch die Kreisstraße WÜ 11 überkreuzten Kreisstraße WÜ 59. Außerdem münden im Osten des Ortes die Kreisstraße WÜ 17 in die Kreisstraße WÜ 11 und im Westen des Ortes die Kreisstraße WÜ 60 in die Kreisstraße WÜ 59 ein.

### Nachbargemarkungen
Nachbargemarkungen im Uhrzeigersinn im Norden beginnend sind Holzkirchhausen, Helmstadt, Unteraltertheim, Wenkheim, Böttigheim, Höhefeld und Kembach.

### Gewässer
In den in der nördlichen Gemarkung entspringenden und durch den Ort fließenden Mühlbach, der ein Quellbach des Kembachs ist, mündet im Westen der Gemarkung der Schomickelgraben.

## Geschichte
Neubrunn war eine Gemeinde im Landkreis Marktheidenfeld bis zu dessen Auflösung. Seit dem 1. Juli 1972 gehört Neubrunn zum Landkreis Würzburg.

## Religion
Neubrunn ist katholisch geprägt. Die Pfarrei St. Georg gehört zum Dekanat Würzburg links des Mains.

## Baudenkmäler
Zahlreiche Gebäude stehen unter Denkmalschutz. siehe: Liste der Baudenkmäler in Neubrunn